# Mieczysław Jan Łuczyński
Mieczysław Jan Łuczyński ps. Jean de Messyna (ur. w 1822 roku w Studenicy na Podolu – zm. 2 stycznia w 1913 roku) – działacz emigracyjny, uczestnik powstania styczniowego, major w armii tureckiej do 1893 roku.
W powstaniu styczniowym walczył w oddziale Jarmunda, a następnie Miłkowskiego. Na emigracji współpracował z Hotel Lambert. W 1878 roku jako wysłannik Ligi Narodowej był przyjmowany w Stambule przez wielkiego wezyra Midhata Paszę. 
Pracował w administracji dziennika Le Monde Economique. W ostatnich latach życia był pensjonariuszem zakładu Św. Kazimierza.
Pochowany na Cmentarzu Les Champeaux w Montmorency.